# Schloss Pirk

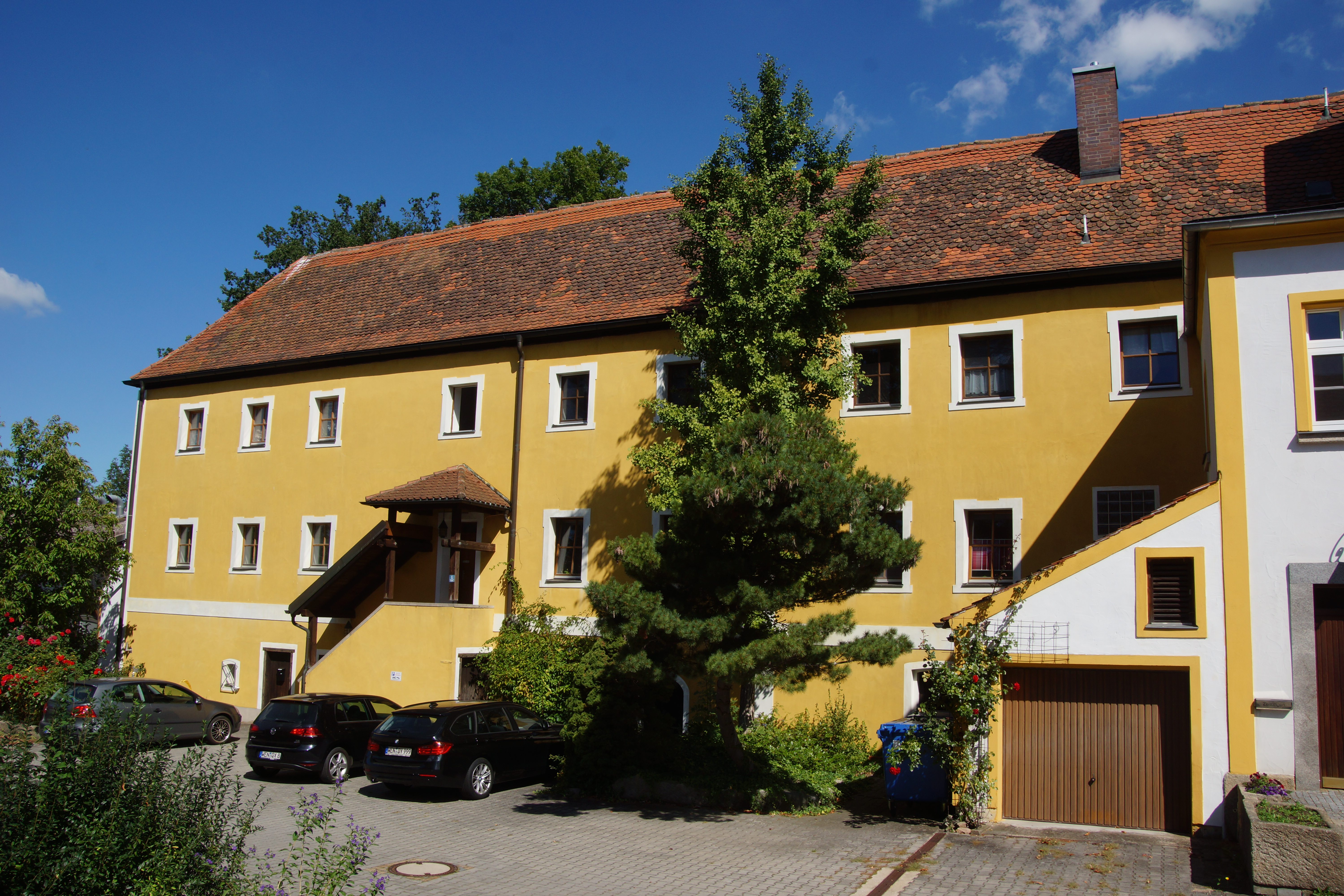
Neues Schloss Pirk

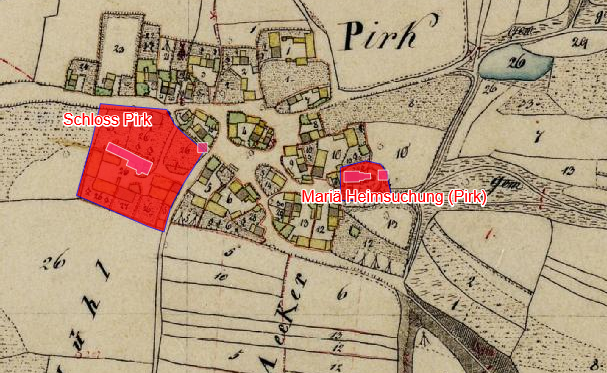
Lageplan von Schloss Pirk auf dem Urkataster von Bayern

Das Schloss Pirk ist ein Schloss in der gleichnamigen Oberpfälzer Gemeinde Pirk im Landkreis Neustadt an der Waldnaab. Die Anlage wird als Bodendenkmal unter der Aktennummer D-3-6338-0039 im Bayernatlas als „archäologische Befunde des Mittelalters und der frühen Neuzeit im Bereich des ehem. Landsassengutes bzw. Schlosses Pirk, darunter die Spuren von Vorgängerbauten bzw. älterer Bauphasen“ geführt. Ebenso ist sie unter der Aktennummer D-3-74-146-1 als denkmalgeschütztes Baudenkmal von Prik verzeichnet.

## Geschichte

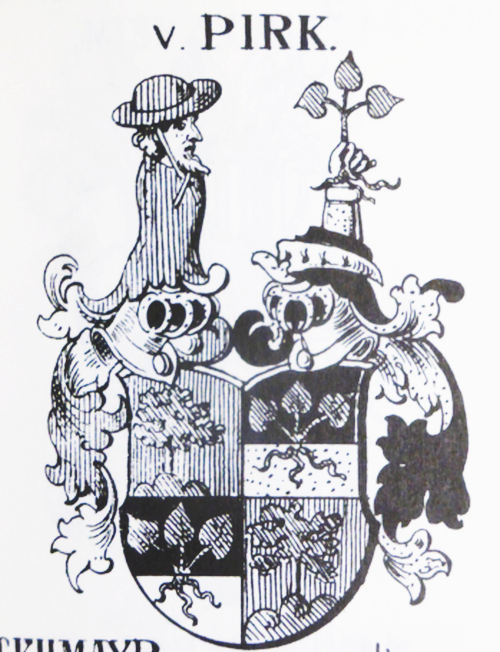
Wappen der Pirker von Pirk nach Siebmachers Wappenbuch

Pirk (Pirke) wird erstmals 1180 in den Traditionen des Klosters Reichenbach genannt. Als Ministerialensitz kommt Pirk urkundlich zuerst 1125 durch den Diepoldingischen Urkundenzeugen Adalbertus de Pirche vor, der für den Markgraf von Cham, Diepold III., auftritt. Adalbert von Pirk und sein Bruder Udalschalk werden auch 1135 bei einer Schenkung an das Kloster Reichenbach genannt. Auch ein Counrad de Birke tritt mit seinen Brüdern Adalbert von Pirk und Udalschalk 1154 als egerländischer Reichsministeriale bei der Schenkung des Gutsbezirkes Watzkenreuth an das Kloster Waldsassen durch den Herzog Friedrich von Schwaben auf. Markgraf Diepold III. setzte zum Landesausbau der späteren regio Egere u. a. seine Pirker Dienstmannen ein, die sich sowohl nach dem hiesigen Pirk bei Neustadt an der Waldnaab wie auch nach Pirk im Landgericht Falkenberg nennen.

### Die Pirker zu Pirk
Es wird aufgrund frühmittelalterlicher Geschirrfunde vermutet, dass der erste Sitz der Pirker in der Turmhügelburg bei Pirkerziegelhütte bestand. Wann die Pirker nach Pirk umgesiedelt sind, ist nicht bekannt. Das Geschlecht der Pirker ist in der Oberpfalz bis 1532 nachweisbar; nach Siebmachers Wappenbuch werden ein Berthold von Pirk 1303 genannt, ein Friedrich 1308, ein Jordan Pirker zu Pirk 1446, Udalrich II. Birker tritt von 1479 bis 1486 als Abt von Kloster Waldsassen auf. Auch ein Chunrad der pirker kommt in einer Urkunde des Klosters Schönthal als czewgen vnd taydingter (also als Zeuge und Schiedsrichter) auf, Christoph Pirker zu Pirk erscheint zwischen 1486 und 1492 in der Landtafel von Herzog Georg der Reiche. Am 15. September 1488 verkauft Hans Pirker zu Pirk, Richter zu Luhe, seinen halben Hof, genannt Plochwerk, zu Rothenstadt an Wolfgang Beringer zu Weiden. Christoph Pirker zu Pirk hatte einen Weidener Bürger, der in Pirk ansässig war, pfänden und gefangen nehmen lassen. Daraufhin haben die Weidener das Dorf Pirk überfallen, den Pirker und einen seiner Söhne gefangen genommen und sein Vieh weggetrieben. Am 10. Januar 1502 wurde durch Ritter Ludwig von Eyb, Viztum der Pfalz, der Streit gütlich beigelegt. Am 22. Juni 1508 tritt Georg Pricker zu Birk als Urteiler der Leuchtenberger auf. In den pfälzischen Matrikeln sind 1527 noch die Pirker zu Prik aufgeführt. 1532 tritt Jacob Pircker zu Pirk bei einem Streit um 70 Gulden gegen den Landgrafen auf, der von Wolff Guttenstein vff Kysch vndd petersburg am 20. Januar 1532 entschieden wurde; trotz der Einigung musste Jakob Pirkner den geschuldeten Betrag später nochmals einfordern.

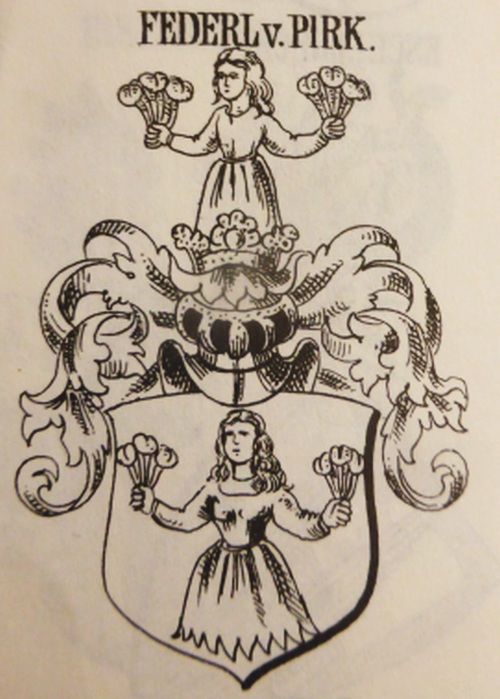
Wappen der Federl von Pirk nach Siebmachers Wappenbuch

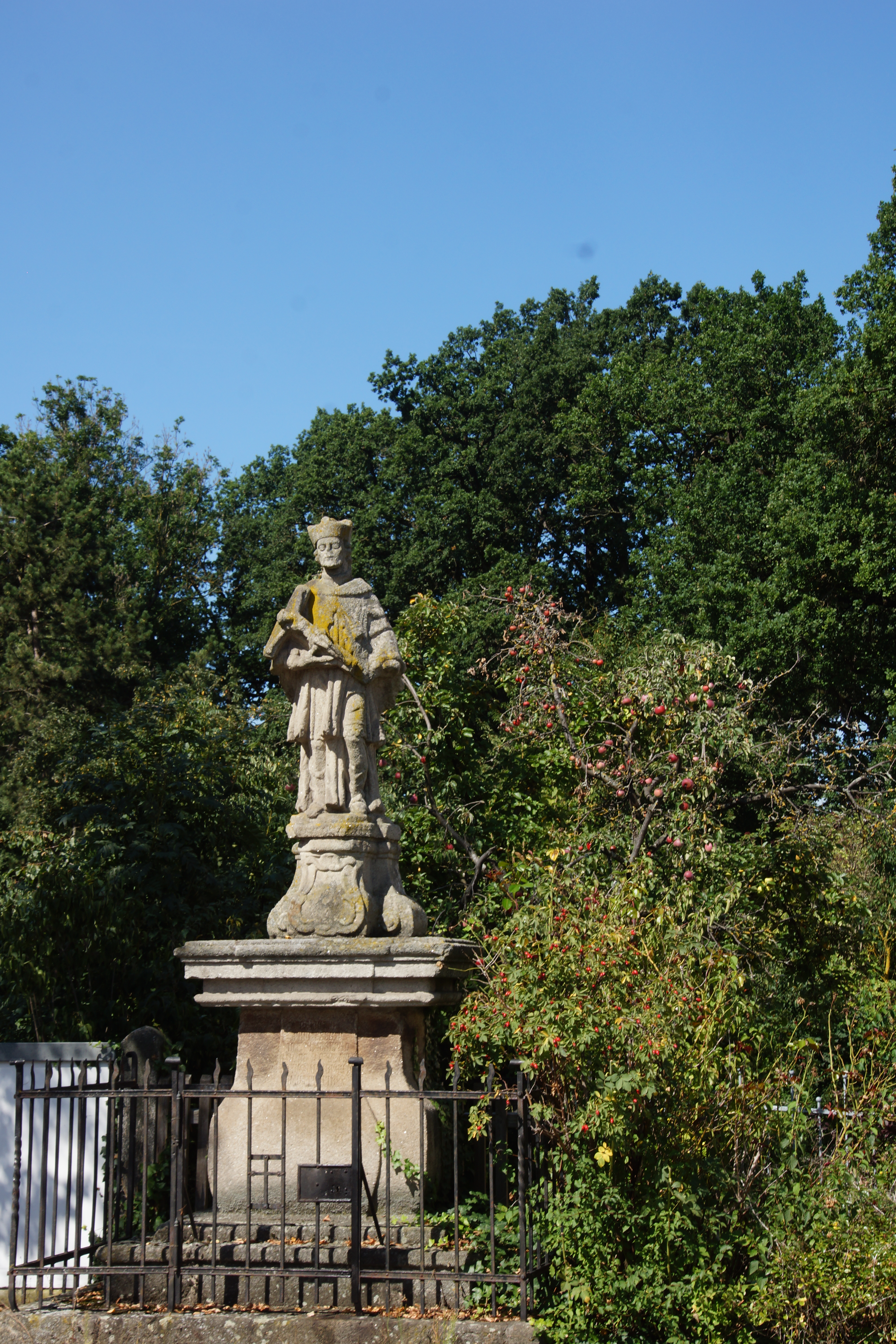
Nepomukstatue in Pirk, Inschrift:

### Pirk als Lehen der Landgrafen von Leuchtenberg
Zu Beginn des 13. Jahrhunderts kommt Pirk an das Kloster Waldsassen, dann über ein Tauschgeschäft 1218 an Friedrich von Waldthurn  und 1261 durch eine Schenkung des Berthold von Waldthurn und seiner Frau Adelheid wieder zurück an das Kloster. 1349 und 1352 erwarben die Landgrafen von Leuchtenberg vom Kloster Waldsassen u. a. auch Pirk. Pirk gehört seitdem zum Landgericht Leuchtenberg. Die  Pirker waren somit auch Landsassen der Leuchtenberger; ein Jordan Pirker zu Pirk wird etwa 1472 unter den „edlen Räten und lieben Getreuen“ des Landgrafen genannt.
Am 26. Januar 1396 verkauft Landgraf Albrecht I. gegen Rückkaufrecht den Ort Pirk an Hans dem Trawtenberger, Bürger zu der Weiden, und dessen Frau Allheyt um 400 ungarische Gulden. 1414 bekennt Landgraf Leopold, dass er dem Heinrich Notthafft von Wernberg 400 ungarische Gulden für den Rückkauf von Pirk schuldet. Am 4. Mai 1451 verkauft Landgraf Leupold I. (= Leopold) Pirk für 1400 fl an die Stadt Weiden, ausgenommen sind das Landgericht, der Blutbann und der große Wildbann. Mitte des 16. Jahrhunderts ist Christoph Trautenberg der Landsasse zu Pirk. Am 1. September 1531 wird Christoph von Trautenberg zu Fuchsmühl und Pirk unter den leuchtenbergischen Lehensleuten genannt, Pirk hat er 1543 erkauft. Am 23. Februar 1562 fordert Pfalzgraf von Pfalz-Neuburg, Wolfgang, den Christoffn von Trautenberg zur Heeresfolge auf, welcher der Trautenberger nicht nachkam, denn die Trautenberger waren ja den Landgrafen von Leuchtenberg und nicht den Pfälzern „vermannt“. Bei einem Streit mit dem Thomas Trayerl zu Pürckh wird der Trautenberger als ein „armer von Adl“ bezeichnet, letztlich muss der Trayerl aber mit dem Schriftsatz vom 20. Juli 1569 klein beigeben und um Gnade bitten. 1577 muss der Landsasse von seinem Sitz an die Herrschaft 9 fl zahlen. 1579 wird Christoph von Trautenberg zu Pirk als verstorben bezeichnet. Im gleichen Jahr zieht ein Verwalter der Landgrafen von Leuchtenberg dort auf.
1597 verlieh Landgraf Georg Ludwig dem leuchtenbergischen Kanzler und Lehenprobst Dr. Johann Federl († am 20. Juni 1626) die Gemeinherrschaft und die Niedergerichtsbarkeit über Pirk. Das Patronatsrecht über die Kirche, den Kirchtagschutz und den Blutbann behielt sich der Landgraf vor. Bereits 1595 wurde dem Dr. Johann Federl die Errichtung eines Bräu- und Malzhauses genehmigt, wogegen die Stadt Weiden erfolglos Beschwerde erhob. Pirk wird bei dieser Auseinandersetzung als „altgefreiter adeliger Sitz“ bezeichnet. 1647 ist Sebastian Federl der Besitzer. 1667 sitzt Maximilian Adam Federl auf Pirk. Der letzte aus dieser Familie ist Johann Leopold Federl, Pfarrer von Straubing († am 16. Januar 1734); seine Schwester Maria Antonia Federl von Pürckh, die eine großzügige Stiftung für die Pirker Kirche getätigt hat, war Kammerdienerin der Kaiserin Elisabeth in Wien. Nach dem Leuchtenberger Salbuch von 1719 waren in Pirk vier Grundherrschaften: Pfarrei Schirmitz, Pfarrei Luhe, Pflegamt Parkstein und die Grundherrschaft mit dem Niedergericht des Landsassengutes Pirk. Zu letzterer gehörten das Schloss, der Meierhof, das Bräuhaus und die Pirkmühle sowie auch drei Höfe der Hofmark Schirmitz. Ab 1748/49 sind hier die Federl’schen Erben genannt, zu dem Landsassengut gehörten damals 19/16 Höfe. 1755 wird das Landsassengut an die Herren von Riesenfeld verkauft. Am 24. Mai 1754 hat Johann Joseph von Riesenfeld, Lobkowitzischer Oberbeamter zu Neustadt an der Waldnaab, bei der kurfürstlichen gewordenen Regierung von Leuchtenberg die Landsassenpflicht wegen des käuflich erworbenen Gutes Pirk abgelegt. Er ist 1775 zu Neustadt verstorben und zwei Epitaphien in der dortigen Pfarrkirche St. Georg sind ihm und seiner Gemahlin Maria Magdalena gewidmet. In Pirk erinnert an ihn die von ihm in Auftrag gegebene Statue des Hl. Nepomuk.
Auf den Baron von Riesenfeld folgt 1777 der kurpfälzische Kämmerer Freiherr Heinrich von Grafenreith; von ihm wurde die zum Landsassengut gehörende Pirkmühle am 26. Juli 1799 an Bernhard Wurm verkauft. Am 24. August 1801 kam Pirk auf dem Kaufweg an Graf Franz Xaver von Holstein, kurfürstlicher Kämmerer und Landrichter zu Amberg.

### Pirk vom Königreich Bayern bis zur Gegenwart
1809 gehört das Patrimonialgericht Pirk im Landgericht Vohenstrauß mit 26 Hintersassen dem Franz Xaver Graf von Holstein. Nach dem Erwerb von Pirk 1829 durch den Staat wird kein Ortsgericht mehr gebildet. 1821 bildet Pirk mit Pirkmühle und Pirker Ziegelhütte eine eigene Gemeinde im Landgericht Vohenstrauß. 1830 kam die Gemeinde Au mit Pischeldorf dazu. Mit Reskript vom 27. Oktober 1838 wurden aus dem Landgericht Vohenstrauß elf Gemeinden, darunter auch Pirk, dem Landgericht I. Klasse in Weiden zugeteilt. Am 1. Juli 1972 wurde der Landkreis Vohenstrauß aufgelöst und die dortigen Gemeinden in den Landkreis Neustadt an der Waldnaab eingegliedert. Der unmittelbaren Gemeinde Pirk wurde am 1. Januar 1972 noch die Gemeinde Enzenrieth mit Hochdorf eingegliedert.

## Baulichkeit
Das vergantete Hofmarkschloss mit „realer Bräu- und Malzgerechtigkeit“ in Pirk ist auf Beschluss des Königlichen Landgerichtes Vohenstrauß am 22. Juli 1816 in das Eigentum des Johann Schwab übergegangen, der hier die Schwab’sche Brauerei einrichtete. 1824 und 1858 ist hier der Bierbrauer Georg Michael Schwab genannt. Von dem ehemaligen Schloss des Landsassengutes ist noch ein Satteldachbau aus dem 17. und 18. Jahrhunderts erhalten; das Brau- und Malzhaus sowie das Schankhaus sind bereits 1595 unter Dr. Johann Federl errichtet worden. Das Brauhaus wurde unter Josef Schwab (1898–1966) modernisiert und erweitert, 1988 ist die Braugaststätte erneuert und ein Biergarten im ehemaligen Schlossgarten eingerichtet worden.